# Architectural Digest
Architectural Digest là một tạp chí hàng tháng của Mỹ được thành lập vào năm 1920. Chủ đề chính tập trung vào thiết kế nội thất và cảnh quan, thay vì kiến trúc bên ngoài thuần túy. Tạp chí được xuất bản bởi Condé Nast, đồng thời xuất bản các ấn bản quốc tế của Architectural Digest ở Ý, Trung Quốc, Pháp, Đức, Ấn Độ, Nga, Tây Ban Nha, Mexico và Mỹ Latinh.
Architectural Digest hướng đến độc giả giàu có và am hiểu về phong cách, và có tựa đề là "The International Design Authority". Tạp chí công bố danh sách AD100 hàng năm, công nhận các nhà thiết kế nội thất và kiến trúc sư có ảnh hưởng nhất trên thế giới.
Architectural Digest cũng tổ chức một loạt video trực tuyến nổi tiếng mang tên Open Door, cung cấp cái nhìn sâu hơn về những ngôi nhà độc đáo của nhiều nhân vật nổi tiếng và công chúng.

## Lịch sử
Ban đầu là một thư mục thương mại hàng quý có tên The Architectural Digest: A Pictorial Digest of California's Best Architecture, tạp chí được ra mắt vào năm 1920 bởi John Coke Brasfield (1880–1962). Ông Brasfield, sinh ra ở Tennessee, chuyển đến miền nam California vào đầu những năm 1900, ông thành lập Tập đoàn Xuất bản John C. Brasfield ở Los Angeles. Nội thất và ngoại thất của dinh thự đã được giới thiệu trên tạp chí, cùng với sơ đồ mặt bằng.
Đến năm 1963, tựa đề của tạp chí đã được sửa đổi thành A Pictorial Digest of Outstanding Architecture, Interior Design, and Landscaping, và nó bắt đầu xuất bản theo lịch trình hai tháng một lần. Năm 1965, Architectural Digest  và công ty xuất bản được mua lại bởi Cleon T. Knapp, người đã mua lại tạp chí "jack-of-all-trades" cùng với cháu trai của Brasfield. Knapp con trai của con gái Brasfield Sarah "Sally" Brasfield Knapp (1910–1996), người đã làm việc, vào nhiều thời điểm, với tư cách là tổng biên tập của tạp chí, chủ biên tập và nhà xuất bản liên kết. Tựa đề của tạp chí đã được thay đổi thành The Quality Guide to Home Decorating Ideas vào năm 1966, và được thay đổi một lần nữa, vào năm 1971, thành The Connoisseur's Magazine of Fine Interior Design, và vào năm 1976 thành The International Magazine of Fine Interior Design. Công ty Xuất bản John C. Brasfield được đổi tên thành Tập đoàn Knapp Communications vào năm 1977.
Nhà xuất bản Condé Nast đã mua Architectural Digest, cũng như ấn phẩm chị em của nó là Bon Appétit, từ Knapp vào năm 1993.
Năm 2011, phiên bản tiếng Trung của tạp chí, AD China, đã được ra mắt. Tạp chí cũng được xuất bản ở các nước khác, bao gồm Đức, Ấn Độ, Pháp, Nga, Ý, Hoa Kỳ và Tây Ban Nha.
Architectural Digest đã giành được 2020 Webby People’s Voice Award for Architecture & Design trong danh mục Web.

## Tổng biên tập
- John C. Brasfield, 1920–1960[14]
- (James) Bradley Little 1960–1965;[14] một cựu nhà thiết kế nội thất, từng là giám đốc biên tập và tổng biên tập từ 1964 cho đến khi ông qua đời vào năm 1971.[23][24]
- Cleon T. Knapp, 1965–1974 (cũng là nhà xuất bản trong cùng thời kỳ)[14]
- Paige Rense, 1975–2010;[25] trước đây bà từng là phó tổng biên tập của tạp chí, 1968–1971, và biên tập viên điều hành của tạp chí, 1971–1975.[26]
- Margaret Russell, 2010–2016
- Amy Astley, 2016–hiện tại[27]

Kể từ khi có sự thay đổi về lãnh đạo năm 2010, tạp chí đã có sự thay đổi theo hướng giới thiệu nội thất nhẹ nhàng hơn, cởi mở hơn, chụp ảnh sáng hơn và phong cách đồ họa hiện đại.

## Liên kết ngoại
- Website chính thức